# Sonia Rykiel
Sonia Rykiel (25 de maio de 1930 – 25 de agosto de 2016) foi uma estilista e escritora francesa. Ela criou o Poor Boy Sweater, que foi apresentado na capa da revista francesa Elle. Seus designs de malhas e novas técnicas de moda a levaram a ser apelidada de "Rainha das Malhas". A marca Sonia Rykiel foi fundada em 1968, com a abertura de sua primeira loja, produzindo roupas, acessórios e fragrâncias. Rykiel também foi escritora, e seu primeiro livro foi publicado em 1979. Em 2012, Rykiel revelou que estava sofrendo da doença de Parkinson. Ela morreu devido a complicações da doença em 25 de agosto de 2016.

## Vida pessoal e início
Sonia Flis nasceu de pais judeus em Neuilly-sur-Seine em 25 de maio de 1930. Sua mãe era da Polônia, e seu pai era um relojoeiro da Romênia. Ela era a mais velha de cinco irmãs. Em 1948, aos 17 anos, ela foi contratada para vestir as vitrines de uma loja de tecidos parisiense, a Grande Maison de Blanc.
Em 1953, Sonia casou-se com Sam Rykiel, proprietário da Laura, uma boutique que vendia roupas elegantes. O casal teve dois filhos, Nathalie e Jean-Philippe Rykiel. Eles se divorciaram em 1968.
Rykiel frequentemente usava roupas de sua própria marca e mantinha-se fiel ao uso de peças verdes escuras, marrons, azul-marinho e pretas. Sobre seu estilo, Rykiel disse: "Eu odeio perder tempo me vestindo. Gosto de colocar algo e apenas pensar: 'Sim. É isso.' Quando estou cansada, gosto de me vestir de forma muito simples – talvez uma jaqueta de crepe preto e calças de crepe preto". Rykiel também era conhecida por seu penteado distintivo – cabelo ruivo cortado em chanel com uma franja pesada.
Em 2009, Rykiel assinou uma petição em apoio ao diretor de cinema Roman Polanski, pedindo sua libertação após Polanski ter sido preso na Suíça em relação à sua acusação de 1977 por drogar e estuprar uma menina de 13 anos.

## Moda

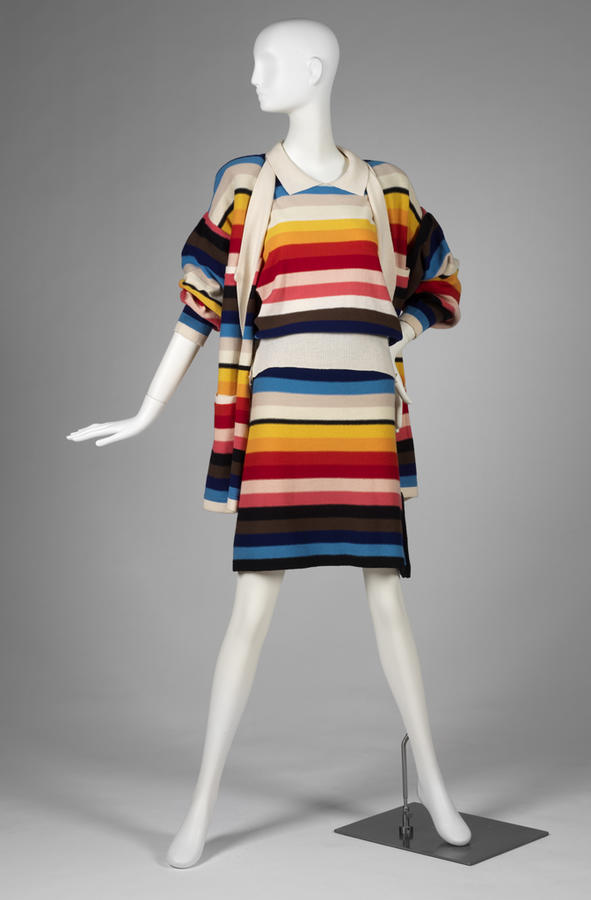
Conjunto de tricô por Sonia Rykiel, Primavera-Verão 1986

### Primeiros passos
Em 1962, incapaz de encontrar algo para vestir durante sua gravidez, Rykiel usou um fornecedor de roupas italiano para projetar e criar um vestido e um suéter, que incorporavam cavas altas e um ajuste encolhido para aderir ao corpo. O estilo prático e moderno levou a encomendas de suas amigas e ficou conhecido como o Poor Boy Sweater. Rykiel começou a vender os suéteres na loja de seu marido e o Poor Boy Sweater apareceu na capa da revista francesa Elle, trazendo fama a Rykiel. A atriz Audrey Hepburn comprou 14 suéteres em todas as cores.

### Sonia Rykiel
O marido de Rykiel a ajudou a criar a Companhia Sonia Rykiel em 1965. Em 1968, Rykiel abriu sua primeira boutique no Lado Esquerdo.
Rykiel inventou várias técnicas de moda. Ela foi a primeira estilista a colocar costuras do lado externo de uma peça, deixar bainhas inacabadas e usar slogans em seus suéteres. Ela também foi creditada com a popularização do uso do preto. Em 1972, Rykiel foi apelidada de "Rainha das Malhas" pela Women's Wear Daily. Ela também era conhecida como "Coco Rykiel", uma comparação a Coco Chanel. Em 1977, ela se tornou a primeira estilista a criar uma linha de roupas para a empresa de venda por correspondência 3 Suisses. No ano seguinte, ela lançou sua primeira fragrância chamada Septième sens (Sétimo Sentido).
No início dos anos 1990, a empresa Sonia Rykiel havia crescido para um negócio de 75 milhões de dólares, com duas linhas de roupas femininas, roupas masculinas, roupas infantis, acessórios e perfumes, e era vendida por 250 varejistas em 40 países.
Nathalie Rykiel foi nomeada presidente da Sonia Rykiel em 2007. Em outubro de 2008, em um desfile de moda celebrando o 40º aniversário da marca, foram prestadas homenagens a Rykiel. Trinta estilistas, incluindo Ralph Lauren, Jean-Paul Gaultier e Giorgio Armani, apresentaram suas visões da "mulher Rykiel". Em dezembro de 2009, Rykiel e a H&M introduziram "Sonia Rykiel pour H&M", duas operações masstige com a varejista sueca. Um evento foi realizado no Grand Palais em Paris para celebrar a coleção.
Em janeiro de 2012, a empresa Sonia Rykiel tornou-se majoritariamente propriedade da First Heritage Brands, com sede em Hong Kong, parte da empresa de investimentos Fung Brands. A Fung Brands adquiriu 80% da Sonia Rykiel, com a família Rykiel mantendo uma participação de 20%, bem como os imóveis da empresa.
No mesmo ano, o estilista canadense Geraldo da Conceição sucedeu April Crichton como diretor artístico da Rykiel. Julie de Libran assumiu o cargo no ano seguinte.
Em 2016, Nathalie Rykiel vendeu os 20% restantes da participação da família para a First Heritage Brands e renunciou ao seu assento no conselho, embora a família tenha mantido os imóveis. Logo depois, a empresa implementou um grande plano de reestruturação que incluiu o fechamento da linha de difusão Sonia by Sonia Rykiel, a adição de itens de preço mais baixo à coleção principal Sonia Rykiel e demissões de trabalhadores.
Para suas campanhas publicitárias, a Sonia Rykiel trabalhou com fotógrafos incluindo Dominique Issermann (1979–1993), Mert Alas e Marcus Piggott (2013), Craig McDean (2014) Juergen Teller (2015) e Glen Luchford (2016).
Em meados de 2019, após anos de má gestão pela First Heritage Brands, a marca Sonia Rykiel liquidou suas operações, depois que um juiz do tribunal comercial de Paris rejeitou Lévy, o único licitante restante para a empresa. No final de 2019, os irmãos Eric e Michael Dayan compraram a empresa Sonia Rykiel por uma quantia reportada de 10 milhões de euros.

## Outras atividades

### Escrita
Rykiel também foi escritora. Ela escreveu vários livros sobre moda, uma coleção de histórias infantis, colunas de revista e um romance epistolar com Régine Deforges. Seu primeiro livro Et Je La Voudrais Nue (Eu a Queria Nua) foi publicado em 1979. Em 2012, ela coautorou N'oubliez pas que je joue (Não esqueçam que é um jogo) com a jornalista Judith Perrignon.

### Design de interiores
Rykiel contribuiu para a decoração interior do Hôtel de Crillon (1985) e do Hôtel Lutetia.

### Música e cinema
Rykiel colaborou com o empresário e performer Malcolm McLaren na canção "Who the Hell is Sonia Rykiel?" do álbum de McLaren de 1995 Paris.
Rykiel faz uma participação especial no filme de 1994 de Robert Altman Prêt-à-Porter. Altman foi inspirado a fazer o filme após assistir a um dos desfiles de prêt-à-porter de Rykiel. A personagem principal, interpretada pela atriz Anouk Aimée, foi baseada na estilista. Rykiel apareceu como Hortense no filme de comédia francês de 1998 Riches, belles, etc..

### Figurino
Rykiel projetou e criou os figurinos para a comédia musical francesa Les Dix Commandements em 2000.

## Morte
Rykiel morreu em sua casa em Paris durante a manhã de 25 de agosto de 2016, aos 86 anos. Sua morte foi causada por complicações da doença de Parkinson. Rykiel revelou em 2012 que havia sofrido da doença por quinze anos. Ela é sobrevivida por seus filhos Nathalie e Jean-Philippe Rykiel. O presidente François Hollande chamou Rykiel de "uma pioneira", enquanto Jean-Marc Loubier declarou "É um dia triste, mas Sonia Rykiel deixa para trás um legado extraordinário."

## Exposições
A marca Sonia Rykiel e seus designs foram objeto de uma exposição no Musée des Arts Décoratifs, Paris de 20 de novembro de 2008 a 20 de abril de 2009, curada por Olivier Saillard.

## Honrarias
- Oscar do Fashion Group International de Nova York (1986)[39]
- Oficial da Ordre des Arts et des Lettres (1993)[40]
- Prêmio de Excelência em Design do Comitê de Figurino da Sociedade Histórica de Chicago (1994).[39]
- Oficial da Ordre National da Légion d'Honneur (1996)[40]
- Trophée Whirlpool des Femmes em prêmio empresarial Ouro (1997)[39]
- Comandante da Ordem Nacional do Mérito (2001)[41]
- Promovida a Comandante da ordre nacional da Légion d'Honneur (2008)[42]
- Grande Médaille de Vermeil da Ville de Paris[43]
- Promovida a Comandante da Ordre des Arts et des Lettres por sua contribuição às artes e literatura (2012)[43]
- Promovida a Grande Oficial da Ordem Nacional do Mérito (2013)[42]
- Uma rua em Paris foi nomeada em homenagem a Sonia Rykiel em setembro de 2018.[44][45]